# Lista över argentinska Nobelpristagare

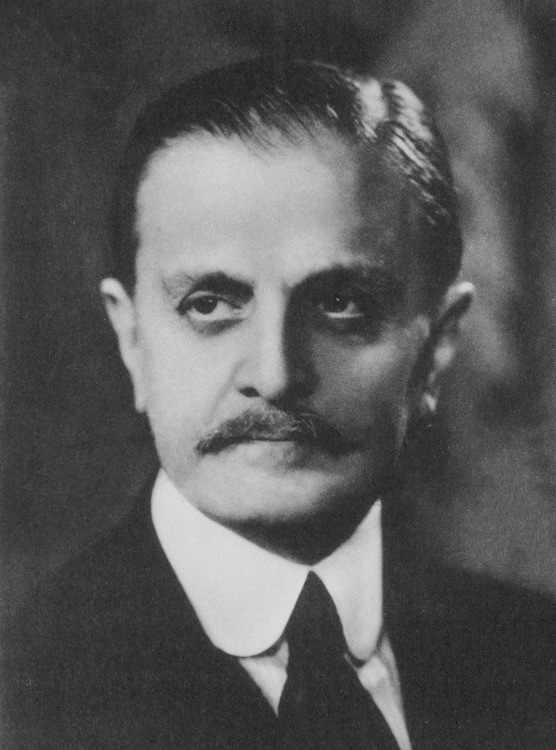
Carlos Saavedra Lamas blev 1936 den första argentinaren att tilldelas ett Nobelpris.

Detta är en lista på argentinare som har tilldelats Nobelpriset. Den första argentinaren att tilldelas ett Nobelpris var Carlos Saavedra Lamas, som samtidigt blev den första latinamerikanska fredspristagaren. Han belönades efter sin insats som medlare i Chacokriget. Totalt har fem stycken argentinare tilldelats pris, varav fyra föddes i Argentina. Luis Federico Leloir, som tilldelats kemipriset 1970, föddes i Paris men var som mest verksam i Argentina.
Alla argentinska pristagare är män. Prisen fördelas på två fredspris, ett kemipris och två pris i fysiologi eller medicin.

## Fred
| ” | ...som utrikesminister och ledare för den argentinska delegationen deltog Saavedra Lamas i Nationernas Förbunds församling. Som ett erkännande för hans arbete för fred, valde församlingen honom till president... | „ |

| ” | ...arbeta för att uppmärksamma mänskliga rättigheter, och uteslutande med icke-våldsmetoder... | „ |

Totalt: 2 pristagare

## Kemi
| År   | Pristagare                                                                               | Pristagare           | Motivering                                                                                               | Institution                |
| ---- | ---------------------------------------------------------------------------------------- | -------------------- | --- | -------------------------- |
| 1970 |                                                                                          | Luis Federico Leloir | \| ” \| ...för hans upptäckt av sockernukleotider och deras roll i biosyntesen av kolhydrater... \| „ \| | University of Buenos Aires |
| ”    | ...för hans upptäckt av sockernukleotider och deras roll i biosyntesen av kolhydrater... | „                    | |                            |

Totalt: 1 pristagare

## Fysiologi eller medicin
| ” | ...för hans upptäckt av vilken betydelse hormon i hypofysframloben har för sockeromsättningen... | „ |

| ” | För teorier rörande specificiteten vid utvecklingen av och styrningen av immunsystemet och för upptäckten av principen för produktionen av monoklonal antikroppar. | „ |

Totalt: 2 pristagare